# Sztuczna fotosynteza
Sztuczna fotosynteza – pojęcie, które ogólnie obejmuje "skopiowanie" naturalnego procesu fotosyntezy, a także związane z tym badania, w celu otrzymania wysokoenergetycznych związków chemicznych z dwutlenku węgla i wody przy udziale energii słonecznej, czasami także pod pojęciem tym rozumiany jest rozkład wody na wodór i tlen za pomocą energii słonecznej. Termin dotyczy także starań naukowców, aby otrzymać z dwutlenku węgla i wody w reakcji sztucznej fotosyntezy płynne paliwo. 

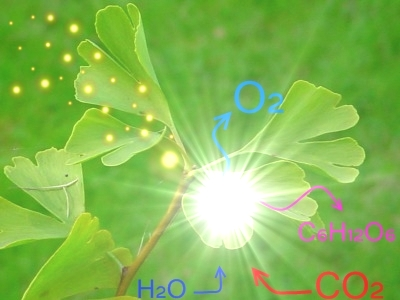
Fotosynteza w liściu miłorzębu; z CO_{2} pochłanianego przez liść z atmosfery i H_{2}O pobieranej z ziemi korzeniami, dzięki energii promieniowania słonecznego i przy udziale chlorofilu powstaje w roślinie C_{6}H_{12}O_{6} i O_{2}, który zostaje wydzielony do środowiska naturalnego

Sztuczna fotosynteza jest wzorowana na zjawisku fotosyntezy zachodzącej w komórkach roślin, gdzie z wody i CO2 za sprawą energii światła słonecznego  powstają użyteczne biologicznie węglowodany (na przykład glukoza), służące jako źródło energii lub materiał do syntezy innych związków organicznych (białek i tłuszczów), a jako produkt uboczny zostaje wydzielony do atmosfery O2. Kluczową rolę w fotosyntezie odgrywają fotoukłady – połączenie białek i absorbujących światło barwników, dzięki którym możliwa jest zamiana energii światła słonecznego na energię chemiczną. Fotosynteza umożliwiła życie na Ziemi zwierzętom, które oddychają tlenem i odżywiają się pożywieniem opartym na organicznych związkach węgla.
Wizję odtworzenia fotosyntezy, czyli największej tajemnicy roślin, zastąpienia kominów szeregami czystych probówek i roślin jako niewyczerpalnego źródła trwałej energii przedstawił w 1912 roku na łamach czasopisma naukowego „Science” włoski chemik Giacomo Ciamician. Od lat 70. XX wieku zaczęło wzrastać zainteresowanie sztuczną fotosyntezą. W dzisiejszych czasach naukowcy uważają, że odtworzenie fotosyntezy w warunkach laboratoryjnych i wypracowanie ekonomicznych metod na skalę przemysłową rozwiązałoby kryzys energetyczny i zaspokoiło zapotrzebowanie na energię.
Opracowanie konceptu sztucznej fotosyntezy dawałoby bowiem możliwość produkowania elektryczności, wodoru lub innego paliwa (metan, etanol), które mogłoby być wykorzystywane  jako napęd do samochodów, a ponadto pozwalałoby na utylizowanie nadmiaru CO2 z atmosfery, do którego doszło wskutek spalania paliw kopalnych jako źródła energii. Naukowcy mają też nadzieję, że sztuczna fotosynteza okaże się bardziej ekonomiczna i zastąpi inną, alternatywną metodę produkcji wodoru opartą na elektrolizie wody przy użyciu energii z baterii słonecznych.
Układy do sztucznej fotosyntezy chociaż będą naśladować fotosyntezę, to jednak nie będą wyglądem przypominać roślin. Światło słoneczne będzie najprawdopodobniej absorbowane przez metale tj. ruten i żelazo, zaś centrum reakcji będzie opierało się na manganie.

## Badania naukowe
W badaniach naukowych nad procesem sztucznej fotosyntezy współpracują ze sobą naukowcy z różnych dziedzin: biolodzy molekularni, biofizycy, biochemicy, fizycy chemiczni, specjaliści z chemii metaloorganicznej, technologii chemicznej, biotechnologii, inżynierii genetycznej i specjaliści  różnych rodzajów zaawansowanych metod spektroskopowych (w tym EPR) – jest to projekt interdyscyplinarny.

### Wodór jako paliwo
W celu wyprodukowania wodoru (paliwo przyjazne dla środowiska naturalnego, przy jego spalaniu lub stosowaniu w ogniwie paliwowym powstaje wyłącznie woda) z wody i energii światła słonecznego (tanie, łatwo dostępne, odnawialne i niewyczerpywane  źródła), w warunkach sztucznie stworzonych przez człowieka, bada się dwie metody:
- metodę biologiczną, w której dąży się do otrzymania efektywnie fotosyntetyzujących organizmów, które byłyby wykorzystywane w bioreaktorach, np. Chlamydomonas reinhardtii posiada zdolność produkowania wodoru poprzez enzym hydrogenazę umieszczoną po zewnętrznej stronie błony fotosyntetyzującej, której wydajność determinowana jest przez dostępność elektronów i protonów pochodzących z rozkładu wody przez fotoukład II[10]
- metodę sztuczną, która polega na biomimetycznym "skopiowaniu" naturalnych enzymów (np. tyrozyna-Z w fotosystemie II) i zsyntetyzowaniu manganowych, rutenowych lub żelazowych katalizatorów dla reakcji otrzymywania wodoru z wody przy udziale światła słonecznego

U organizmów fotoautotroficznych enzym katalizujący reakcję rozdziału wody zawiera chlorofil, a jego struktura i zachodzące procesy są wciąż odkrywane i opisywane. Szwedzkim naukowcom udało się stworzyć nieorganiczny kompleks rutenu i manganu, który zastąpił chlorofil i prowadził do otrzymania 4 wolnych elektronów, jak to ma miejsce w naturze.
Naukowcy badają proces fotosyntezy glonów, aby otrzymane rezultaty wykorzystać do opracowania procesu sztucznej fotosyntezy. Biotechnolodzy usiłują tak zmodyfikować DNA glonów, aby te oddawały więcej wodoru. Wydajność "kopiowania" fotosyntezy i uzysku energii za pośrednictwem glonów w fotobioreaktorach jest znacznie wyższa niż z roślin naczyniowych. W ogólnej kalkulacji kosztów będzie ona jednak bardzo niska w stosunku do organicznych, polimerowych ogniw fotowoltaicznych. Pomimo tego naukowcy idą w kierunku wykorzystania glonów do produkcji i magazynowania przez nie tłuszczów, a także skrobi i celulozy aby je wykorzystać do produkcji biopaliw. Jest to działanie najlepiej ekonomicznie uzasadnione, koniecznością szybkiej utylizacji toksycznych i długo zalegających w środowisku odpadów biologicznych i spalin kotłowych. Ich ogromne objętości i zasoby energetyczne mogą być racjonalniej zagospodarowane z udziałem fotosyntetyzujących mikro-glonów.

### Sztuczna błona komórkowa
Trwają także eksperymenty nad wytworzeniem sztucznej błony, przez którą przechodzące cząsteczki wody ulegałyby pod wpływem światła słonecznego rozkładowi do tlenu i wodoru.
Poszukuje się nie tylko katalizatora, który inicjowałby oraz przyspieszał reakcję rozdziału wody pod wpływem fotonów, ale także receptora, który byłby w stanie wychwytywać i zatrzymywać uwolnione elektrony.

### Elektryczność z promieniowania słonecznego
Przedmiotem badań jest również możliwość przetworzenia promieniowania słonecznego w energię elektryczną. Pracującym nad tym zagadnieniem chińskim naukowcom udało się opracować nano-rurki węglowe, dzięki którym możliwe stało się odtwarzanie systemu reakcji, w której bierze udział jednocześnie wiele elektronów, do którego zalicza się fotosynteza, albowiem tylko układy wieloelektronowe są w stanie dostarczyć wystarczającą ilość energii do produkcji węglowodanów. Dotychczasowe systemy były w stanie wytworzyć i zaabsorbować tylko 1 elektron w tym samym czasie. Krótkie nano-rurki węglowe o pojedynczej ścianie, które zawierają 32 atomy węgla, stanowią układ wieloelektronowy, będący w stanie zabsorbować 32 elektrony (1 elektron przez 1 atom) i mogą pełnić funkcję absorbowania i magazynowania wolnych elektronów w procesie sztucznej fotosyntezy.
Sztuczny układ naśladujący fotosyntezę musi składać się z donora elektronów (cząsteczki, która po pochłonięciu światła widzialnego jest zdolna do uwalniania elektronów) oraz akceptora elektronów (cząsteczki, która jest w stanie przyjąć elektrony od innych cząsteczek i zmagazynować je), np. nano-rurki węglowe.
Nie są znane małe cząsteczki, które uwalniałyby dużą liczbę elektronów po zaabsorbowaniu światła widzialnego, cząsteczki ftalocyjanin uwalniają jedynie pojedynczy elektron.
Doświadczalny układ wieloelektronowy złożony z jednej nano-rurki węglowej o długości 1 μm (akceptor) i 120 cząsteczek ftalocyjanin osadzonych kowalencyjnie (donor), byłby w stanie zmagazynować około 25% uwolnionych elektronów. Te elektrony mogły teoretycznie także posłużyć do przemiany chloroplastowego NADP w NADPH, który służy do redukowania CO2 i syntezy węglowodanów.

### Złoty liść
Zespół inżynierów chemicznych Kanne Jenningsa i Petera Ciesielskiego z Vanderbilt University w Nashville skonstruował tzw. złoty liść (Gold leaf lub Cyborg leaf), opierając się na wcześniejszym eksperymencie Eliasa Greenbauma, który dowiódł, że kompleks białkowy wyizolowany z liści szpinaku (nazwany PS I) pozostawał aktywny po unieruchomieniu na płytce złota.    Wyizolowane kompleksy z roślin umieszczono na cienkich złotych płytkach. Przy dostępie światła słonecznego kompleksy PS I generowały wolne elektrony, które przechodziły do złotej płytki i następnie mogły zostać pobrane jako prąd elektryczny. Proces nie jest ekonomiczny, nie dorównuje wydajnością krzemowym bateriom słonecznym, ale naukowcy pracują nad dalszym udoskonaleniem możliwości przemiany energii promieniowania słonecznego za pomocą substancji roślinnych.

### Metoda Nazimka
W 2009 roku w mediach w Polsce pojawił się szereg artykułów informujących o opracowaniu przez Dobiesława Nazimka nowej metody sztucznej fotosyntezy opartej na fotokatalitycznej reakcji tworzenia metanolu z dwutlenku węgla i wody. Opisywana była m.in. jako metoda mogąca „odmienić cały polski przemysł i przynieść ogromne zyski”. Sprawą zainteresował się również ówczesny wicepremier Waldemar Pawlak.
Projekt pod kierownictwem Nazimka rozpoczął się na Uniwersytecie Marii Curie Skłodowskiej w Lublinie w 2006 roku. W 2009 roku zespołowi Nazimka udało się uzyskać patent na fotokatalizator stosowany w tej metodzie. Metoda ta opiera się na wykorzystaniu fotokatalizatora opartego na tlenku tytanu(IV) do konwersji rozpuszczonego w wodzie dwutlenku węgla poprzez naświetlanie promieniowaniem nadfioletowym. Otrzymany w ten sposób metanol poddaje się następnie procesowi MTG w celu uzyskania paliwa. Jednocześnie zespół Nazimka pracował nad podobną metodą, w której produktem byłby etanol.
Wyniki uzyskane przez Nazimka spotkały się jednak z krytyką. Wskazano, że ilość energii jaką trzeba dostarczyć, aby wytworzyć określoną ilość metanolu tą metodą jest w rzeczywistości ponad trzy razy większa niż zakładana przez Nazimka, a koszt uzyskanego w ten sposób paliwa – ponad dziesięciokrotnie większy od zakładanego. Dodatkowo, w metodzie tej wykorzystano czysty dwutlenek węgla, stosunkowo rzadko stosowany w przemyśle chemicznym, a nie dwutlenek węgla zmieszany z powietrzem. Ernest Aleksy Bartnik z Wydziału Fizyki Uniwersytetu Warszawskiego wskazał, że energia otrzymana ze spalania takiego paliwa byłaby mniejsza niż potrzebna do jego uzyskania, a produkcja tego paliwa w Polsce wiązałaby się z emisją większej ilości dwutlenku węgla niż byłaby wykorzystywana do produkcji metanolu. Janusz Płocharski z Wydziału Chemicznego Politechniki Warszawskiej zauważył, że rzeczywisty koszt takiego paliwa musiałby wynosić kilkadziesiąt złotych za litr, a reklamowanie tej metody w mediach przez Nazimka może być manipulacją ukierunkowaną na zdobycie dotacji na badania. Lucjan Pawłowski z Wydziału Inżynierii Środowiska Politechniki Lubelskiej porównał tę metodę do perpetuum mobile, a reklamowanie tej metody w mediach przez Nazimka jako „propagandę”. Dobiesław Nazimek odpierał zarzuty w wywiadzie dla „Naszego Dziennika”. W 2011 roku ze współpracy we wdrażaniu metody otrzymywania etanolu i przekształcania go w paliwo wycofała się Elektrociepłownia Wrotków uznając tę metodę za nieopłacalną.